# Rudolf Hautmann (junior)
Rudolf Hautmann (* 1. Juli 1935 in Wien; † 25. September 2013 auf den Philippinen) war ein österreichischer Architekt.

## Leben
Rudolf Peter Hautmann wurde in Wien in einer Arbeiterfamilie geboren, sein Vater war Rudolf Hautmann (senior). 1953 legte er die Matura am Bundesrealgymnasium Wien 1, Stubenbastei ab. Er studierte in Wien von 1953 bis 1957 Architektur an der Technischen Hochschule und an der Akademie für angewandte Kunst in der Meisterklasse bei Franz Schuster. 1959 heiratete er Klara Kiss, mit der er bis zu ihrem Tod im Jahr 2000 ständig künstlerisch zusammenarbeitete.
Hautmann war seit 1967 staatlich befugter und beeideter Ziviltechniker und ab 1970 Mitglied der Künstlervereinigung „Secession“. Er lebte ab 2004 in zweiter Ehe in Manila und ab 2012 in Talisay City, wo er auf dem örtlichen Friedhof begraben ist.
Hautmann war gemeinsam mit seinem Bruder, dem Historiker Hans Hautmann, Autor eines Werkes über den kommunalen Wohnbau der Stadt Wien in der Zwischenkriegszeit, einer Dokumentation der in den Jahren 1919 bis 1934 errichteten Gemeindebauten sowie ihrer Architekten.

## Werke
Gemeinsam mit Klara Hautmann-Kiss
- Holzhaussiedlung (37 Häuser) und Reihenhaussiedlung (21 Häuser) in Wien-Simmering, Nowalskigasse (1960–1963)
- Vierfamilienhaus in Wien-Penzing, Sonnenweg am Wolfersberg (1963–1965)
- Wohnhaus mit 27 Wohnungen in Wien-Josefstadt, Laudongasse (1969–1972)
- Wohnanlage mit 217 Wohnungen in Wien-Simmering, Kaiser-Ebersdorfer-Straße (1970–1973; gemeinsam mit Friedrich Rollwagen)
- Wohnhausanlage Wiener Flur mit 1361 Wohnungen, Hallenbad, zwei Kindergärten, Arztpraxen und Geschäftsräumen in Wien-Liesing, Karl-Tornay-Gasse (1974–1981; gemeinsam mit Friedrich Rollwagen und „Projektbau“)
- Wohnhaus mit 12 Wohnungen für „Sozialbau“ in Wien-Donaustadt, Mendelssohngasse (1981–1983)
- Wohnhaus der Stadt Wien mit 28 Wohnungen in Wien-Mariahilf, Gumpendorfer Straße (1982–1986)
- Wohnhaus der Stadt Wien mit 27 Wohnungen in Wien-Mariahilf, Liniengasse (1985–1988)

## Publikationen
- Hans Hautmann, Rudolf Hautmann: Die Gemeindebauten des Roten Wien 1919–1934. Schönbrunn-Verlag, Wien 1980, ISBN 3-85364-063-10.[1]